# Live In The LBC & Diamonds In The Rough
Live In The LBC & Diamonds In The Rough je CD/DVD paket ameriške glasbene skupine Avenged Sevenfold. Izdan je bil leta 2008. Na tem albumu so posnetki nastopov v živo (Live in the LBC) in studijski posnetki (Diamonds in the Rough) - sedem novih skladb, enajst starih in dve priredbi. Stil se najbolj približuje heavy metalu in hard rocku.

## Naslovi in trajanje skladb

### Live in the LBC(Live DVD)
1. »Critical Acclaim«
2. »Second Heartbeat«
3. »Afterlife«
4. »Beast and the Harlot«
5. »Scream«
6. »Seize the Day«
7. »Walk« (priredba skladbe skupine Pantera)
8. »Bat Country«
9. »Almost Easy«
10. »Gunslinger«
11. »Unholy Confessions«
12. »A Little Piece of Heaven«

### Diamonds in the Rough(CD)
1. »Demons« – 6:16
2. »Girl I Know« – 4:26
3. »Crossroads« – 4:33
4. »Flash of the Blade« (priredba skladbe skupine Iron Maiden) – 4:05
5. »Until the End« – 4:46
6. »Tension« – 4:51
7. »Walk« (priredba skladbe skupine Pantera) – 5:24
8. »The Fight« – 4:09
9. »Dancing Dead« – 5:54
10. »Almost Easy« (CLA Mix) – 3:57
11. »Afterlife« (alternativna verzija) – 5:55

### Bonus skladbe
1. »Almost Easy« (V živo iz Seattlea) (za prednaročila) - 4:17
2. »Bat Country« (V živo iz Fresna) (za prednaročila) - 6:06